# Nagrada Andrija
Nagrada Andrija (nagrada Andrija Maurović) je bila slovenska nagrada -  prvo in nekaj časa tudi najpomembnejše priznanje na področju stripa v Jugoslaviji, podeljeval jo je Klub devete umetnosti. Imenovana je bila po hrvaškem ilustratorju, slikarju in striparju Andriji Mauroviću. Prvič je bila podeljena na prvem jugoslovanskem kongresu stripa med 18. in 25. septembrom 1978. Prvo žirijo so sestavljali Ciril Gale, Ivo Antič, Jaka Judnič, Marko Mihelič in Jernej Rovšek. Podeljevala se je do leta 1988.
2009 so nagrado Nagrado Andrija Maurović na lokalnem nivoju obudili Hrvati in njihovo društvo za popularizacijo hrvaškega stripa  Art 9, ki jo podeljuje zgolj hrvaškim avtorjem.

## Prejemniki nagrad
| za leto | prejemnik nagrade |
| ------- | --- |
| 1978    | Andrija Maurović (za stripovski opus), Miki Muster, Tomislav Ketig, Rajko Munitić, Igor Kordej                                                        |
| 1979    | Milorad Dobrić, Zvonimir Funtinger, Saša Dobrila, Žika Bogdanović, Mirko Ilić                                                                         |
| 1980    | Ivica Bedjanac, Zdravko Sulić, Janez Skočir, Srećko Jovanović, Milko Bambič                                                                           |
| 1981    | Nagrada ni bila podeljena |
| 1982    | Nagrada ni bila podeljena |
| 1983    | Nenad Brixy, Božo Kos, Ljubomir Filipovski |
| 1984    | Walter Neugebauer, Norbert Neugebauer, Svetozar Tomić, Kostja Gatnik, Ivica Bednjanec (za stripovski opus), Julio Radilović - Jules (najboljši risar) |
| 1985    | Đorđe Lobaćev, Miloš Mikeln, Vera Horvat - Pintarić                                                                                                   |
| 1986    | Milko Bambič, Julio Radilović - Jules, Đorđe Lebović, Srećko Jovanović                                                                                |
| 1987    | Marijan Amalietti (najboljši strip), Borivoj Dovniković - Bordo (najboljši risar), Ješa Milanović (stripovski opus)                                   |
| 1988    | Oto Reisinger, Miran Sattler, Slavko Draginčić |